# Brennan Lee Mulligan
 (septembre 2023).
Le contenu est difficilement compréhensible vu les erreurs de traduction, qui sont peut-être dues à l'utilisation d'un logiciel de traduction automatique.
 (septembre 2023).
La mise en forme du texte ne suit pas les recommandations de Wikipédia : il faut le « wikifier ».
Les points d'amélioration suivants sont les cas les plus fréquents. Le détail des points à revoir est peut-être précisé sur la page de discussion.
- Les titres sont pré-formatés par le logiciel. Ils ne sont ni en capitales, ni en gras.
- Le texte ne doit pas être écrit en capitales (les noms de famille non plus), ni en gras, ni en italique, ni en « petit »…
- Le gras n'est utilisé que pour surligner le titre de l'article dans l'introduction, une seule fois.
- L'italique est rarement utilisé : mots en langue étrangère, titres d'œuvres, noms de bateaux, etc.
- Les citations ne sont pas en italique mais en corps de texte normal. Elles sont entourées par des guillemets français : « et ».
- Les listes à puces sont à éviter, des paragraphes rédigés étant largement préférés. Les tableaux sont à réserver à la présentation de données structurées (résultats, etc.).
- Les appels de note de bas de page (petits chiffres en exposant, introduits par l'outil «  Source ») sont à placer entre la fin de phrase et le point final[comme ça].
- Les liens internes (vers d'autres articles de Wikipédia) sont à choisir avec parcimonie. Créez des liens vers des articles approfondissant le sujet. Les termes génériques sans rapport avec le sujet sont à éviter, ainsi que les répétitions de liens vers un même terme.
- Les liens externes sont à placer uniquement dans une section « Liens externes », à la fin de l'article. Ces liens sont à choisir avec parcimonie suivant les règles définies. Si un lien sert de source à l'article, son insertion dans le texte est à faire par les notes de bas de page.
- La présentation des références doit suivre les conventions bibliographiques. Il est recommandé d'utiliser les modèles {{Ouvrage}}, {{Chapitre}}, {{Article}}, {{Lien web}} et/ou {{Bibliographie}}. Le mode d'édition visuel peut mettre en forme automatiquement les références.
- Insérer une infobox (cadre d'informations à droite) n'est pas obligatoire pour parachever la mise en page.

Pour une aide détaillée, merci de consulter Aide:Wikification.
Si vous pensez que ces points ont été résolus, vous pouvez retirer ce bandeau et améliorer la mise en forme d'un autre article.
Brennan Lee Mulligan (né le 4 janvier 1988) est un artiste américain polyvalent, tant comédien, acteur, écrivain que meneur de jeu. Il a collaboré avec CollegeHumor, ou il a exercé les rôles de scénariste et d'interprète, tout en animant la série de jeux de rôle en ligne intitulée Dimension 20. De plus, il a coécrit les BD numériques de super-héros intitulées Strong Female Protagonist aux côtés de l'artiste Molly Ostertag.

## Enfance et début de carrière
Mulligan est né le 4 janvier 1988 à New York. Il est le fils d'Elaine Lee et de Joe Mulligan. Sa mère l'a initié au monde des jeux de rôle Donjons et Dragons (D&D) à l'âge de neuf ans, et il a assumé le rôle de meneur de jeu pour la première fois à l'âge de dix ans.
Alors qu'il avait onze ans, Mulligan a découvert le jeu de rôle théâtral lorsqu'il a assisté à l'Hudson Vallée Beltaine Festival. Sa passion pour cette forme d'expression l'a conduit à s'impliquer activement dans The Wayfinder Experience, un camp d'été dédie aux jeux de rôle grandeur nature. Pendant une grande partie de son adolescence, il y a travaillé en tant que scénariste en chef, acteur et conseiller de camp. À 15 ans, Mulligan et son frère ont conjointement fondé Bootleg Adventures, une initiative visant à organiser des jeux de rôle grandeur nature sur une journée pour initier les jeunes au jeu théâtral.Dans une interview accordée au Times-Herald Record lorsqu'il avait 16 ans, Mulligan a partagé sa conviction en la capacité du jeu théâtral à permettre « aux enfants de ressortir en meilleure santé mentale qu'à leur arrivée ».
En 2005, alors âgé de 17 ans, Mulligan a obtenu un diplôme d'associé de SUNY Ulster avec, après s'être spécialisé en philosophie / science humaines. En 2009, il a poursuivi ses études pour obtenir une licence, en scénarisation, à l’École des arts visuels,.

## Carrière

### Ecriture
Mulligan et Molly Ostertag ont collaboré pour créer la BD en ligne Strong Female Protagonist, qui a été saluée comme l'une des meilleures nouvelles BD numériques courtes de 2012 par io9. En 2015, Strong Female Protagonist a été honorée en remportant un Autostraddle Comic et Sequential Art Award.
En 2017, Mulligan a fait son entrée chez CollegeHumor en tant que scénariste pour la série Um, Actually: The Web Series. En 2018, la plateforme de streaming de CollegeHumor, Dropout, a transformé Um, Actually en un jeu télévisé, avec  Mulligan qui a continué à contribuer en tant que scénariste jusqu'en 2020.De plus, Mulligan a écrit plusieurs autres séries scénarisées pour Dropout, dont la saga spatiale Troopers et le faux documentaire Gods of Food.,
En 2023, Mulligan fût scénariste de Foul Play, une série interactive de meurtres et de mystères créée par Andrew Barth Feldman et Alex Boniello,.

### Comédien
Il a joué et enseigné  entre ses vingt et trente ans la comédie à la Upright Citizens Brigade (UCB). C'est son travail à l'UCB qui a conduit Mulligan à travailler chez CollegeHumor, (première apparition le 14 décembre 2017, avec Who's the Real Cop?).
Depuis 2018, Mulligan occupe les postes de producteur exécutif, écrivain et maître de jeu pour Dimension 20 sur la plateforme Dropout, qui héberge également son podcast vidéo intitule Adventuring Academy. En tant que maître de jeu professionnel de D&D, son travail a été salué par Bleeding Cool, Comic Book Resources, Wired, ainsi que par le podcast Wizards of the Coast — Dragon Talk.
Dans une critique de Dimension 20 pour NPR, Glen Weldon, a commenté ainsi que "Mulligan est un très bon DM et il a tant de compétences en improvisation. Il est si attentif et réactif que peu importe ce que les joueurs lui lancent, il peut toujours s'en accommoder, sans interrompre le jeu. Et c'est une compétence très rare, donc c'est un truc formidable".
Mulligan a également tenu le rôle maître du donjon pour Exandria Unlimited : Calamity, une série Web hebdomadaire en quatre parties, spin-off de Critical Role, créée le 26 mai 2022.
En janvier 2023, il a été annoncé que Mulligan aux cotes d'Erika Ishii, Aabria Iyengar et Lou Wilson participerait au podcast de jeu réel appartenant au créateur Worlds Beyond Number,. L'émission a été lancée le 1er mars 2023 et est rapidement devenue l'un des 20 meilleurs comptes Patreon au monde.

### Prix
Il a reçu un "Excellence in Performance Award" du New York International Fringe Festival, et a remporté un Webby Award 2019 dans la catégorie "Comedy : Shortform" pour son sketch CollegeHumor, Tide CEO : You Gotta Stop Eating Tide Pods.
En 2015, Strong Female Protagonist a été honoré en remportant un Autostraddle Comic et Sequential Art Award.

## Vie privée
Mulligan est le filleul du célèbre écrivain et dessinateur de BD Michael Kaluta. En novembre 2015, Mulligan a participé à l'édition américaine de l'émission Qui veut gagner des millions? et a gagné US$50,000 après une mauvaise réponse à la question de US$100,000.
En 2020, il vivait à Los Angeles. Le 21 janvier 2021, Mulligan a annoncé son engagement avec sa fiancée, Isabella « Izzy » Roland, via Instagram. Ils se sont mariés le 1er avril 2023,.
Fin août 2023, pendant des grèves de la Writers Guild of America et de la SAG-AFTRA, Mulligan a mis une journée de piquetage sur le thème de Donjons & Dragons à Universal Studios où le boss final était AMPTiamet (AMPTP),.

## Filmographie

### Télévision
| Année     | Titre                         | Rôle             | Remarques                                            |
| --------- | ----------------------------- | ---------------- | ---------------------------------------------------- |
| 2015      | Qui veut gagner des millions? | Lui-même         | 2 épisodes                                           |
| 2018-2019 | Adam ruine tout               | Rôles de soutien | 2 épisodes ; "Adam Ruins Musique", "Adam Ruins Guns" |

### Le Web
| Year         | Title                                                         | Rôle                              | Notes | Ref.   |
| ------------ | ------------------------------------------------------------- | --------------------------------- | --- | ------ |
| 2015         | Locke & Key                                                   | Tyler (voix)                      | drame audio | [ 26 ] |
| 2013         | Teacher's Lounge                                              | Matt                              | | [ 26 ] |
| 2017–2020    | CollegeHumor Originals                                        | Plusieurs                         | | [ 27 ] |
| 2017         | Fallen For You                                                | Todd                              | Pilote disponible sur YouTube | [ 28 ] |
| depuis 2018  | Dimension 20                                                  | Maître du jeu et autres           | Aussi créateur et producteur exécutif | ,      |
| 2018         | Liverspots and Astronots                                      | Lancery (voix) et autres          | | [ 10 ] |
| 2019–présent | Adventuring Academy                                           | Lui-même                          | | [ 32 ] |
| depuis 2019  | Game Changer                                                  | Lui-même                          | |        |
| 2019-2022    | Mission to Zyxx                                               | Kor Balevore (voix)               | 318: "Malice in Chains", 501: "O Others, Who Art Thou?!", 503: "Good Spot Hunting", 505: "Being Jawn Malevolent", 507: "A Little Ditty ‘Bout Jakk and Shai’An", 512: "A Noob Hope", 515: "Gary’s Home Companion", 520: "The Whole Mufalata", 521: "The Ass End" | [ 33 ] |
| 2019         | The Adventure Zone: The Dadlands                              | Maître du jeu                     | | [ 34 ] |
| 2019         | Ultramechatron Team Go!                                       | Galatax                           | | [ 35 ] |
| 2020         | Rude Tales of Magic                                           | Kreedis (voix)                    | Épisode: "Mountaintop" | [ 36 ] |
| 2021         | Hello from the Magic Tavern                                   | Kalhaxorus the Grim (voix)        | Épisode: "Death Knight" | [ 37 ] |
| 2021         | L.A. by Night                                                 | Adrian Clairmont                  | Épisode: "Live on the Moon", Épisode: "Reign in Hell" | ,      |
| 2021         | Battle for Beyond                                             | Nikhil                            | | ,      |
| 2022         | Critical Role                                                 | Brigidda                          | Épisode: "Elden Ring One-Shot: O Ye of Little Faith" | [ 42 ] |
| 2022         | Legends of the Multiverse                                     | Maître du jeu                     | | [ 43 ] |
| 2022         | Roll20                                                        | Citizen Doctor Abraham Mehermblur | 3 épisodes; "D&D Strixhaven", "D&D Chaos", "D&D Chaos 3" | [ 44 ] |
| 2022         | Exandria Unlimited: Calamity                                  | Maître du jeu                     | | [ 45 ] |
| depuis 2023  | Worlds Beyond Number: The Wizard, the Witch, and the Wild One | Maître du jeu                     | podcasts appartenant à des créateurs | ,      |
| 2023         | Candela Obscura                                               | Sean Finnerty                     | 3 épisodes | ,      |